# Jayson Werth
Jayson Richard Werth (Springfield, Illinois, 20 de mayo de 1979) es un exbeisbolista estadounidense. El último equipo para el que jugó fueron los Seattle Mariners luego de anunciar su retiro el 20 de junio de 2018.

## Trayectoria
Debutó en las mayores en la temporada de 2002 con Toronto Blue Jays, y dos años después prestó sus servicios para Los Angeles Dodgers. A partir de 2007 ha jugado con Philadelphia Phillies, logrando la Serie Mundial de 2008 y participando nuevamente en el clásico de otoño de 2009. A la defensiva tiene un porcentaje de fildeo de .986 hasta 2009, año en el cual también resaltan los 36 cuadrangulares logrados en temporada regular. No participó en el transcurso de 2006 debido a una lesión.
En diciembre de 2010 llega a un acuerdo con los Washington Nationals por 126 millones de dólares para 6 temporadas.